# Trigny

Trigny este o comună în departamentul Marne, Franța. În 2009 avea o populație de 544 de locuitori.